# Gaon
郭智碩（： Kwak JiSeok；2002年1月14日—），韓國男歌手，2021年12月6日以藝名Gaon（： Gaon）出道，為JYP娛樂旗下樂團Xdinary Heroes成員，在隊內負責節奏吉他、副唱、Rap。

## 經歷

### 出道前
中學樂團活動時參加演奏比賽，收到了JYP選角經紀人的名片但未有答應。兩年後再次聯繫，同樣沒有答應。 選角經紀人親自來到學校，深受感動後並決定參加選秀，最終通過面試進入JYP娛樂，成為練習生。

### 出道後
2021年12月6日公開首張單曲《Happy Death Day》正式出道。
2024年2月21日起，成為《Show Champion》固定MC。

## 影視作品

### 主持
| 年份   | 播出日期 | 電視台 | 節目名稱          | 備註 |
| ------ | -------- | ------ | ----------------- | ---- |
| 2024年 | 2月21日- | MBC M  | 《Show Champion》 |      |